# Hans Fassnacht
Hans-Joachim Fassnacht (Baden-Württemberg, 28 novembre 1950) è un ex nuotatore tedesco.

## Carriera
Fu il primo uomo a trionfare nell'allora neo introdotta gara dei 200m stile libero ai campionati europei, a Barcellona nel 1970.

## Palmarès
- Giochi olimpici estivi

Monaco di Baviera 1972: argento nella 4x200m sl.
- Europei

Barcellona 1970: oro nei 200m sl, nei 1500m sl e nella 4x200m sl e argento nei 400m sl, 400m misti e nella 4x100m sl.